# GW Landskrona HK
GW Landskrona HK, tidigare HK Gubbarna/Wargo, är en handbollsklubb från Landskrona i Skåne län, bildad den 17 juni 1997 som en sammanslagning av klubbarna IK Wargo (bildad 1935) och Gubbarna (bildad 1990). 2003 anslöt även damlaget Örestad.